# Don Henley
Donald Hugh "Don" Henley (* 22. července 1947 Gilmer, Texas, USA) je americký rockový zpěvák, písničkář a bubeník, známý jako zakládající člen skupiny Eagles. Jeho nejznámější sólové hity jsou „The Boys of Summer“, „Dirty Laundry“ a „The End of the Innocence“. V roce 2008 byl časopisem Rolling Stone vyhlášen jako 87. nejlepší zpěvák všech dob.

## Diskografie
Alba která Henley vydal jako člen Eagles najdete zde: Eagles - Diskografie.

### Alba
| 1982                                                       | I Can't Stand Still        | 24 | —  | 5  | —  | 22 | - US: Gold                                 |
| 1984                                                       | Building the Perfect Beast | 13 | 14 | 17 | —  | 15 | - US: 3× Multi-Platinum                    |
| 1989                                                       | The End of the Innocence   | 8  | 17 | 8  | 40 | 15 | - US: 6× Multi-Platinum - CAN: 2× Platinum |
| 2000                                                       | Inside Job                 | 7  | 25 | 8  | —  | 37 | - US: Platinum - CAN: Gold                 |
| 2015                                                       | Cass County                | —  | —  | —  | —  | —  |                                            |
| "—" znamená že album v žebříčku chybělo nebo nebylo vydáno |                            |    |    |    |    |    |                                            |

### Kompilace
| 1995                                                       | Actual Miles: Henley's Greatest Hits | 48             | —              | 13             | —              | —              | - US: Platinum |                |                |                |                |                |                |                |                |                |                |                |                |                |                |
| 2009                                                       | The Very Best of Don Henley          | To be released | To be released | To be released | To be released | To be released | To be released | To be released | To be released | To be released | To be released | To be released | To be released | To be released | To be released | To be released | To be released | To be released | To be released | To be released | To be released |
| "—" znamená že album v žebříčku chybělo nebo nebylo vydáno |                                      |                |                |                |                |                |                |                |                |                |                |                |                |                |                |                |                |                |                |                |                |

### Singly
| 1982                                                    | "Johnny Can't Read"                | 42 | —  | 29 | —  | —  | —  | —  | —  | I Can't Stand Still                  |
| 1982                                                    | "Dirty Laundry"[A]                 | 3  | —  | 1  | 47 | —  | 59 | 1  | —  | I Can't Stand Still                  |
| 1982                                                    | "You Better Hang Up"               | —  | —  | 44 | —  | —  | —  | —  | —  | I Can't Stand Still                  |
| 1983                                                    | "I Can't Stand Still"              | 48 | —  | —  | —  | —  | —  | —  | —  | I Can't Stand Still                  |
| 1984                                                    | "The Boys of Summer"               | 5  | —  | 1  | —  | —  | 12 | 15 | —  | Building the Perfect Beast           |
| 1985                                                    | "All She Wants to Do Is Dance"     | 9  | —  | 1  | 10 | 34 | —  | 13 | —  | Building the Perfect Beast           |
| 1985                                                    | "Not Enough Love in the World"     | 24 | 6  | 17 | —  | —  | —  | 63 | 3  | Building the Perfect Beast           |
| 1985                                                    | "Sunset Grill"                     | 22 | 18 | 7  | —  | —  | —  | 52 | 3  | Building the Perfect Beast           |
| 1985                                                    | "Drivin' With Your Eyes Closed"    | —  | —  | 9  | —  | —  | —  | —  | —  | Building the Perfect Beast           |
| 1986                                                    | "Who Owns This Place?"             | —  | —  | 3  | —  | —  | —  | —  | —  | The Color of Money (soundtrack)      |
| 1989                                                    | "The End of the Innocence"         | 8  | 2  | 1  | —  | —  | 48 | 3  | 3  | The End of the Innocence             |
| 1989                                                    | "The Last Worthless Evening"       | 21 | 5  | 4  | —  | —  | —  | 5  | 3  | The End of the Innocence             |
| 1989                                                    | "I Will Not Go Quietly"            | —  | —  | 2  | —  | —  | —  | —  | —  | The End of the Innocence             |
| 1989                                                    | "If Dirt Were Dollars"             | —  | —  | 8  | —  | —  | —  | —  | —  | The End of the Innocence             |
| 1990                                                    | "The Heart of the Matter"          | 21 | 3  | 2  | —  | —  | —  | 9  | 8  | The End of the Innocence             |
| 1990                                                    | "How Bad Do You Want It?"          | 48 | —  | 8  | —  | —  | —  | 32 | —  | The End of the Innocence             |
| 1990                                                    | "New York Minute"                  | 48 | 5  | 24 | —  | —  | —  | 20 | 4  | The End of the Innocence             |
| 1993                                                    | "Sit Down You're Rockin' the Boat" | —  | 13 | —  | —  | —  | —  | —  | —  | Leap of Faith (soundtrack)           |
| 1995                                                    | "The Garden of Allah"              | —  | —  | 16 | —  | —  | —  | 25 | —  | Actual Miles: Henley's Greatest Hits |
| 1995                                                    | "Everybody Knows"                  | —  | —  | —  | —  | —  | —  | 18 | —  | Actual Miles: Henley's Greatest Hits |
| 1996                                                    | "You Don't Know Me at All"         | —  | —  | 22 | —  | —  | —  | —  | —  | Actual Miles: Henley's Greatest Hits |
| 1996                                                    | "Through Your Hands"               | —  | 14 | 33 | —  | —  | —  | 9  | 14 | Michael (soundtrack)                 |
| 2000                                                    | "Workin' It"                       | —  | —  | 21 | —  | —  | —  | —  | —  | Inside Job                           |
| 2000                                                    | "Taking You Home"                  | 58 | 1  | —  | —  | —  | —  | —  | 1  | Inside Job                           |
| 2000                                                    | "Everything Is Different Now"      | —  | 21 | —  | —  | —  | —  | —  | —  | Inside Job                           |
| 2000                                                    | "For My Wedding"[B]                | —  | —  | —  | —  | —  | —  | —  | —  | Inside Job                           |
| "—" znamená že singl v žebříčku chyběl nebo nebyl vydán |                                    |    |    |    |    |    |    |    |    |                                      |

### Na singlech jiných umělců
| 1981                                                    | "Leather and Lace"                 | Stevie Nicks    | 6 | 10 | 26 | —  | —  | 12 | —  | — | Bella Donna     |
| 1992                                                    | "Sometimes Love Just Ain't Enough" | Patty Smyth     | 2 | 1  | —  | —  | 22 | 1  | —  | — | Patty Smyth     |
| 1993                                                    | "Walkaway Joe"                     | Trisha Yearwood | — | —  | —  | 2  | —  | —  | 30 | 2 | Hearts in Armor |
| 1994                                                    | "Shakey Ground"                    | Elton John      | — | —  | —  | —  | —  | 64 | —  | — | Duets           |
| 2001                                                    | "Inside Out"                       | Trisha Yearwood | — | —  | —  | 31 | —  | —  | —  | — | Inside Out      |
| 2002                                                    | "It's So Easy"                     | Sheryl Crow     | — | —  | —  | —  | —  | —  | —  | — | C'mon C'mon     |
| 2007                                                    | "Calling Me"                       | Kenny Rogers    | — | —  | —  | 53 | —  | —  | —  | — | Water & Bridges |
| "—" znamená že singl v žebříčku chyběl nebo nebyl vydán |                                    |                 |   |    |    |    |    |    |    |   |                 |

Poznámky
- A^ "Dirty Laundry" bylo oceněno jako Gold (zlaté) společností RIAA.
- B^ "For My Wedding" dosáhlo pozice #61 v žebříčku Hot Country Songs.